# Sudanesische Basketballnationalmannschaft
Die sudanesische Basketballnationalmannschaft der Herren vertritt den Sudan bei Basketball-Länderspielen. Zu Beginn ihrer Geschichte gehörte sie neben dem Nachbarland und afrikanischen Basketball-Pionier Ägypten zu den stärksten Auswahlmannschaften Afrikas. Bei der ersten Austragung der Afrikameisterschaft 1962 gewann sie hinter der ägyptischen Auswahl eine Silbermedaille. Zuletzt konnte sie sich 1978 für eine kontinentale Endrunde qualifizieren. Zu einer Teilnahme an einer globalen Endrunde bei einer Weltmeisterschaft oder den Olympischen Spielen reichte es bislang nicht.
Zu den bekanntesten sudanesischen Basketballspielern zählen die NBA-Profis Manute Bol (1962–2010) und Luol Deng (* 1985), die als Schwarzafrikaner im heute zum Südsudan zählenden Landesteil geboren wurden. Deng tritt bei internationalen Spielen für Großbritannien an.

## Abschneiden bei internationalen Wettbewerben

### Weltmeisterschaften
- noch nie qualifiziert

### Olympische Spiele
- noch nie qualifiziert

### Afrikameisterschaften
- 1962 – . Platz
- 1964 – nicht teilgenommen
- 1965 – nicht teilgenommen
- 1968 – 6. Platz
- 1970 – nicht qualifiziert
- 1972 – 6. Platz
- 1974 – nicht qualifiziert
- 1975 – . Platz
- 1978 – 4. Platz

seit 1980 – nicht qualifiziert